# Степновський район
Степновський район (рос. Степновский район) — адміністративна одиниця Ставропольського краю Російської Федерації.
Адміністративний центр — село Степне.

## Адміністративний поділ
До складу району входять 7 сільських поселень:
1. Богдановська сільрада — село Богдановка, хутір Коммаяк, хутір Сунженський
2. Варениковська сільрада — село Варениковське, село Нікольське, хутір Новонікольський, хутір Садовий
3. Верхнєстепновська сільрада — поселок Верхнєстепной, село Озерне, хутір Ровний, хутір Сєверний
4. Іргаклинська сільрада — село Іргакли, селище Новоіргаклинський, хутір Согулякін
5. Ольгінська сільрада — село Ольгіно, село Зелена Роща
6. Село Соломенське
7. Степновська сільрада — село Степне, хутір Восточний, хутір Левопадинський, хутір Юго-Восточний